# Илија Костић
Илија Костић (Рваши, код Цетиња, 5. јул 1911 — Београд, 11. децембар 1992) био је правник, учесник Народноослободилачке борбе, генерал-потпуковник ЈНА и народни херој Југославије.

## Биографија
Рођен је 5. јула 1911. године у селу Рваши, код Цетиња. Пошто је већ следеће 1912. године његов отац Филип погинуо у борбама на Скадру, имао је тешко детињство. Основну школу је завршио у родном селу, а гимназију је завршио у Подгорици, 1932. године. Током школовања у гимназији, као ратно сироче је примао новчану помоћ из фонда „Сима Игуманов” из Београда. Та помоћ му није била довољна, па је морао да се сам издржава дајући приватне часове богатијим ученицима.
Након матуре, уписао је Правни факултет у Београду, а децембра 1933. године је отишао на одслужење војног рока у Школу резервних официра. Након војске поново се вратио у Београд, где је наставио студије. Почетком 1935. године се запослио у Скопљу, као дневничар у Уреду за осигурање радника. Октобра исте године се вратио у Београд, где се издржавао дајући приватне часове и повремено радећи у Општој студентској мензи, што му је обезбедило најнужнија средства за студирање.
Још као ученик гимназије у Подгорици приступио је омладинском револуционарном покрету, а након доласка на студије у Београд повезао се са студентским револуционарним покретом. Био је веома активан у генералном студентском штрајку студената Београдског универзитета против профашистичке Владе Милана Стојадиновића, априла 1936. године, када је у сукобу студената-комуниста и студената-националиста, чланова „Орјуне”, убијен студент права и члан КПЈ, Жарко Мариновић. У току ових демонстрација Илија је био ухапшен и 18 дана је провео у затвору Управе града Београда познатом као „Главњача”.
Јуна 1936. године учествовао је на Белведерским демонстрацијама код Цетиња, где је у сукобу са жандармима био рањен његов брат Владимир. Због новонастале породичне ситуације, Илија се вратио у Црну Гору. Kасније исте године се запослио у Сплиту, где је остао све до 1939. године, када се поново вратио у Београд. Због политичког деловања и рада на прикупљању „Црвене помоћи”, био је 1940. године премештен у Кикинду. Исте године је дипломирао на Правном факултету, а у септембру је био примљен у чланство Комунистичке партије Југославије (КПЈ).

### Народноослободилачка борба
Као резервни потпоручник Југословенске војске, учествовао је у Априлском рату 1941. године. Заједно са више хиљада војника и око 800 официра био је заробљен у селу Месићима, код Рогатице. Одатле су били транспортовани у Београд, у заробљенички логор на Чукарици из кога је успео да побегне и да се повеже са партијском организацијом КПЈ у Београду. По партијском задатку се вратио у родно место, где се крајем априла повезао са партијском организацијом у Ријеци Црнојевића. Активно је учествовао у припремама за организовање устанка у овом крају, радећи на окупљању људи и прикупљању оружја.
У Тринаестојулском устанку учествовао је као политички делегат Герилске групе из села Рваша и Бобије, која је водила борбе против италијанских снага на путу Подгорица–Ријека Црнојевића. Када је октобра 1941. године био формиран устанички батаљон, био је постављен за заменика команданта батаљона. Као добровољац се новембра 1941. године пријавио у Црногорски НОП одред за операције у Санџаку, с којим је учествовао у нападу на Пљевља, 1. децембра 1941. године. Као заменик политичког комесара Треће чете Ловћенског батаљона, приликом извиђања терена у Пљевљима, био је одсечен од главнине батаљона и у жестоким борбама је био тешко рањен. Након рањавања био је пренет у партизанску болницу на Жабљаку, где му је услед тешких рана била ампутирана лева рука. Након опоравка, као тешки инвалид је остао у болници, обављајући дужност политичког комесара болнице.
Фебруара 1942. године је прешао на терен под контролом Ловћенског партизанског одреда, где је био изабран за члана Окружног комитета КПЈ за Цетиње. Овде је остао све до повлачења главнине партизанских снага из Црне Горе, априла 1942. године. Јуна 1942. године, приликом формирања Четврте пролетерске црногорске ударне бригаде, био је у њеном строју, а месец дана касније је био постављен за политичког комесара Централне партизанске болнице, с којом је учествовао у походу пролетерских бригада у Босанску Крајину. Када је почетком августа 1942. године Централна болница била лоцирана на терена Гламоча, од стране Централног комитета КПЈ је био постављен на дужност политичког комесара Трећег крајишког партизанског одреда. Након сређивања стања у Одреду, био је пребачен на дужност члана Окружног комитета КПЈ за Јајце.
Јануара 1943. године, након формирања Девете крајишке ударне бригаде, био је изабран за секретара Окружног комитета КПЈ за Јајце, а у мају 1943. године је прешао на дужност секретара Окружног комитета КПЈ за средњу Босну. Када је октобра 1943. године Окружни комитет за средњу Босну био подељен на два Окружна комитета за Бања Луку и Прњавор, Илија је преузео дужност Окружног комитета КПЈ за Прњавор. Фебруара 1944. године је постао члан Обласног комитета КПЈ за Босанску Крајину, а месец дана је провео у Вишој партијској школи при Централном комитету КПЈ у ослобођеном Дрвару.

### Послератни период
Када је 13. маја 1944. године у Дрвару формирано Одељење за заштиту народа (ОЗН), Илија је био распоређен у Озну Босне и Херцеговине, где је био вршио дужност начелника Трећег (војног) одељења. На овој дужности остао је до краја рата, маја 1945. године, када је био именован за помоћника министра унутрашњих послова. На лични захтев био је враћен у Југословенску армију (ЈА), где се налазио на разним дужностима — начелник Контраобавештајне службе Шесте армије, заменик начелника Управе безбедности ЈА, а од марта 1949. године до августа 1965. године је био на дужности војног тужиоца ЈНА. Докторирао је 30. децембра 1964. године на Правном факултету у Београду са тезом „Грађанин и народна одбрана”, након чега је био начелник Правне управе Државног секретаријата за народну одбрану (ДСНО) и председник Врховног војног суда. Пензионисан је 1969. године у чину генерал-потпуковника ЈНА.
Упоредо са војном каријером, налазио се и на одређеним партијским дужностима. Био је најпре секретар Комитета КПЈ за Државни секретаријат за народну одбрану у три мандата, потом је 13 година био члан Опуномоћства ЦК СКЈ за ЈНА, а у једном мандату и члан Секретаријата. Био је делегат Општинске конференције СК Савског венца, делегат Градске конференције СК Београда, као и вишегодишњи члан Градске конференције за развој Савеза комуниста Београда. Био је делегат на Петом, Шестом, Седмом и Осмом конгресу СКЈ. Поред већег броја студија и текстова у часописима, објавио је и две посебне студије — Старешина и примена прописа у Југословенској народној армији и Народна одбрана и Југословенска народна армија.
Након смрти Александра Ранковића, 19. августа 1983. године, тада већ пензионисани генерал-потпуковник ЈНА, Костић се оштро успротивио могућности да Ранковић буде сахрањен у свом родном селу Дражевцу, сматрајући да место сахране, уз највише државне почасти, треба да буде Београд, где је Ранковић, 22. августа, у Алеји народних хероја на Новом гробљу и сахрањен.
Преминуо је 11. децембра 1992. године у Београду и сахрањен је у Алеји народних хероја на Новом гробљу у Београду.
Носилац је Партизанске споменице 1941. и других југословенских одликовања, међу којима су — Орден партизанске звезде са златним венцем, Орден заслуга за народ са златном звездом, Орден братства и јединства са златним венцем, Орден за војне заслуге са великом звездом, Орден народне армије са златном звездом и Орден за храброст. Орденом народног хероја је одликован 24. јула 1953. године.